# 特伦斯·麦卡恩
特伦斯·麦卡恩（英語：Terrence McCann，1934年3月23日—2006年6月7日），美国前男子摔跤运动员。他曾代表美国参加1960年夏季奥林匹克运动会摔跤比赛，获得男子自由式雏量级金牌。